# Armand Marcelle
Armand Marcelle (francès: Armand Édouard Charles Marcelle)  (Reims, 10 d'octubre de 1905 - Reims, 26 de desembre de 1974) fou un remer francès que va competir durant la dècada de 1920.
El 1928 va prendre part en els Jocs Olímpics d'Amsterdam, on disputà la prova del dos amb timoner del programa de rem. Formant equip amb el seu germà Edouard Marcelle i Henri Préaux guanyà la medalla de plata.